# Енга (река, впадает в Беломорско-Балтийский канал)
Енга — река в России, протекает по территории Идельского сельского поселения Сегежского района Республики Карелии. Длина реки — 19 км, площадь водосборного бассейна — 248 км².
Река берёт начало из Енгозера, имеющего проток — ручей Теньгово на высоте 106,1 м над уровнем моря.
Течёт преимущественно в северо-западном направлении. В верхнем течении протекает через Ловжеозеро; далее имеет правый приток — реку Воеполку, вытекающую из озера Воеполь.
Река в общей сложности имеет десять притоков суммарной длиной 26 км.
Втекает на высоте 60,2 м над уровнем моря в реку Нижний Выг.
Населённые пункты на реке отсутствуют.
Код объекта в государственном водном реестре — 02020001312102000006550.